# Barbion à front jaune
Pogoniulus chrysoconus
Espèce
Statut de conservation UICN

 LC  : Préoccupation mineure
Le Barbion à front jaune (Pogoniulus chrysoconus) est une espèce d'oiseaux de la famille des Lybiidae, dont l'aire de répartition s'étend à travers l'Afrique subsaharienne.

## Description
Le mâle barbion à front jaune possède une fine ligne noire partant de la base du bec et entourant un front jaune ou doré (plus rarement orange), et l'arrière de la tête noir avec des lignes blanches. Il a un sourcil blanc, du blanc vers la base du bec et sous les yeux. Son dos est noir avec des lignes blanches et jaunes, avec plus de jaune vers la queue, qui est faite de plumes brun-noir. Ses parties inférieures sont plus grises, avec des teintes de jaunes.
Les femelles et les individus immatures ressemblent au mâle adulte mais avec des couleurs plus ternes et moins de jaune.
Il ressemble beaucoup au barbion à front rouge, à la couleur du front près.

## Habitat
Le barbion à front jaune est capable de s'adapter à de nombreux habitats, vivant dans les zones arides de l'Afrique de l'Ouest et dans les forêts des montagnes de l'Ethiopie. Il apprécie particulièrement les acacias, et les arbres des genres Terminalia, Combretum et Brachystegia. 
Il vit plutôt à basse altitude, généralement sous 1500 m, mais peut monter jusqu'à 3000 m en Ethiopie.

## Écologie et comportement

### Alimentation
Le barbion à front jaune se nourrit généralement en hauteur des arbres, où il capture des insectes (notamment des scarabées) et se nourrit de fruits (en particulier des figues et des baies de gui) qu'il trouve sur les arbres ou dans des buissons. Il est généralement solitaire mais rejoint parfois des volées mixtes pour se nourrir.

### Reproduction
On ne sait pas grand chose de ses mœurs reproductives sinon qu'il fait son nid généralement en hauteur, dans une branche morte d'un arbre ou un arbre mort, et qu'il y dépose entre deux et trois œufs blancs. La période de reproduction est dure entre deux et quatre mois, et est variable selon les pays.

## Répartition et sous-espèces
Selon la classification de référence du Congrès ornithologique international (15.1, 2025) :
- P. c. chrysoconus (Temminck, 1832) — du sud-ouest de la Mauritanie au nord-ouest de l'Éthiopie et de la Tanzanie ;
- P. c. extoni (E.L. Layard, 1871) — de l'Angola au sud de la Tanzanie et nord de l'Afrique du Sud ;
- P. c. xanthostictus (Blundell & Lovat, 1899) — Éthiopie.